# Olympische Sommerspiele 2016/Wasserball
Bei den Olympischen Sommerspielen 2016 in der brasilianischen Metropole Rio de Janeiro fanden vom 6. bis 20. August 2016 zwei Wettbewerbe im Wasserball statt. Am Turnier der Frauen nahmen bei der fünften Ausspielung zum vierten Mal in Folge acht, am Turnier der Männer wie gewohnt zwölf Teams teil.
Austragungsorte waren der Parque Aquático Maria Lenk sowie das temporär errichtete Olympic Aquatics Stadium.

## Olympisches Turnier der Männer
Es gab zwei Vorrundengruppen mit je sechs Teams; jedes Team spielte einmal gegen die anderen fünf. Die vier Bestplatzierten beider Gruppen spielten im Viertelfinale über Kreuz gegeneinander. Die Viertelfinalsieger rückten ins Halbfinale vor, während die Viertelfinalverlierer Platzierungsspiele austrugen. Schließlich spielten die Halbfinalsieger um die Goldmedaille, die Halbfinalverlierer um die Bronzemedaille.

### Medaillengewinner
| Platz | Land | Sportler |
| ----- | ---- | --- |
| 1     | SRB  | Dušan Mandić, Živko Gocić, Sava Ranđelović, Miloš Ćuk, Duško Pijetlović, Slobodan Nikić, Milan Aleksić, Nikola Jakšić, Filip Filipović, Andrija Prlainović, Stefan Mitrović, Gojko Pijetlović, Branislav Mitrović                         |
| 2     | CRO  | Damir Burić, Antonio Petković, Luka Lončar, Maro Joković, Luka Bukić, Marko Macan, Andro Bušlje, Sandro Sukno, Ivan Krapić, Anđelo Šetka, Xavier García, Josip Pavić, Marko Bijač                                                         |
| 3     | ITA  | Francesco Di Fulvio, Niccolò Gitto, Pietro Figlioli, Andrea Fondelli, Alessandro Velotto, Alessandro Nora, Valentino Gallo, Christian Presciutti, Michaël Bodegas, Matteo Aicardi, Nicholas Presciutti, Stefano Tempesti, Marco Del Lungo |

### Vorrunde
Gruppe A
| Platz | Team         | Siege | Unent. | Ndlg. | Tore  | Diff. | Punkte |
| ----- | ------------ | ----- | ------ | ----- | ----- | ----- | ------ |
| 1.    | Ungarn       | 2     | 3      | 0     | 57:43 | +14   | 7      |
| 2.    | Griechenland | 2     | 2      | 1     | 41:40 | +1    | 6      |
| 3.    | Brasilien    | 3     | 0      | 2     | 40:39 | +1    | 6      |
| 4.    | Serbien      | 2     | 2      | 1     | 49:44 | +5    | 6      |
| 5.    | Australien   | 2     | 1      | 2     | 44:40 | +4    | 5      |
| 6.    | Japan        | 0     | 0      | 5     | 36:61 | −25   | 0      |

| Tag        | Zeit  | Begegnung                 | Ergebnis                   |
| ---------- | ----- | ------------------------- | -------------------------- |
| 6. August  | 09:00 | Serbien – Ungarn          | 13:13 (3:5, 3:4, 3:2, 4:2) |
| 6. August  | 13:00 | Griechenland – Japan      | 8:7 (2:2, 2:1, 0:4, 4:0)   |
| 6. August  | 20:50 | Brasilien – Australien    | 8:7 (3:2, 2:1, 2:2, 1:2)   |
| 8. August  | 13:00 | Serbien – Griechenland    | 9:9 (1:2, 0:2, 4:3, 4:2)   |
| 8. August  | 13:00 | Ungarn – Australien       | 9:9 (4:3, 2:2, 1:3, 2:1)   |
| 8. August  | 19:30 | Japan – Brasilien         | 8:16 (2:5, 1:3, 4:4, 1:4)  |
| 10. August | 09:00 | Australien – Japan        | 8:6 (1:2, 2:1, 3:2, 3:1)   |
| 10. August | 10:20 | Griechenland – Ungarn     | 8:8 (1:2, 1:1, 4:2, 2:3)   |
| 10. August | 19:30 | Brasilien – Serbien       | 6:5 (0:2, 3:1, 2:0, 1:2)   |
| 12. August | 19:30 | Griechenland – Brasilien  | 9:4 (3:1, 1:1, 3:2, 2:0)   |
| 12. August | 20:50 | Ungarn – Japan            | 17:7 (5:1, 6:2, 2:2, 4:2)  |
| 12. August | 22:10 | Serbien – Australien      | 10:8 (2:2, 2:3, 2:1, 4:2)  |
| 14. August | 12:50 | Australien – Griechenland | 12:7 (5:3, 5:1, 0:1, 2:2)  |
| 14. August | 14:10 | Serbien – Japan           | 12:8 (2:5, 3:0, 4:2, 3:1)  |
| 14. August | 20:50 | Brasilien – Ungarn        | 6:10 (0:3, 1:2, 3:3, 2:2)  |

Gruppe B
| Platz | Team       | Siege | Unent. | Ndlg. | Tore  | Diff. | Punkte |
| ----- | ---------- | ----- | ------ | ----- | ----- | ----- | ------ |
| 1.    | Spanien    | 3     | 1      | 1     | 46:35 | +11   | 7      |
| 2.    | Kroatien   | 3     | 0      | 2     | 37:37 | 0     | 6      |
| 3.    | Italien    | 3     | 0      | 2     | 40:41 | −1    | 6      |
| 4.    | Montenegro | 2     | 1      | 2     | 36:32 | +4    | 5      |
| 5.    | USA        | 2     | 0      | 3     | 35:35 | 0     | 4      |
| 6.    | Frankreich | 1     | 0      | 4     | 28:42 | −14   | 2      |

| Tag        | Zeit  | Begegnung               | Ergebnis                  |
| ---------- | ----- | ----------------------- | ------------------------- |
| 6. August  | 10:20 | USA – Kroatien          | 5:7 (2:2, 1:1, 1:2, 1:2)  |
| 6. August  | 11:40 | Spanien – Italien       | 8:9 (3:2, 2:1, 1:2, 2:4)  |
| 6. August  | 19:30 | Frankreich – Montenegro | 4:7 (0:2, 0:3, 1:0, 3:2)  |
| 8. August  | 10:20 | Italien – Frankreich    | 11:8 (4:3, 4:1, 1:2, 2:2) |
| 8. August  | 11:40 | USA – Spanien           | 9:10 (2:4, 3:1, 2:3, 2:2) |
| 8. August  | 20:50 | Kroatien – Montenegro   | 8:7 (2:2, 2:1, 1:2, 3:2)  |
| 10. August | 11:40 | Frankreich – USA        | 3:6 (1:1, 0:4, 0:0, 2:1)  |
| 10. August | 13:00 | Montenegro – Italien    | 5:6 (1:2, 1:1, 0:1, 3:2)  |
| 10. August | 20:50 | Spanien – Kroatien      | 9:4 (2:0, 2:1, 1:2, 4:1)  |
| 12. August | 09:00 | Kroatien – Italien      | 10:7 (1:1, 4:3, 3:2, 2:1) |
| 12. August | 10:20 | Spanien – Frankreich    | 10:4 (3:1, 3:0, 1:1, 3:2) |
| 12. August | 11:40 | USA – Montenegro        | 5:8 (1:2, 0:0, 2:2, 2:4)  |
| 14. August | 15:30 | USA – Italien           | 10:7 (2:4, 3:2, 3:1, 2:0) |
| 14. August | 16:50 | Frankreich – Kroatien   | 9:8 (3:2, 3:3, 2:1, 1:2)  |
| 14. August | 19:30 | Montenegro – Spanien    | 9:9 (2:2, 3:2, 2:4, 2:1)  |

### Finalrunde
|  | Viertelfinale | Viertelfinale |            |            | Halbfinale       | Halbfinale |  |  | Finale     | Finale     |
|  |               |               |            |            |                  |            |  |  |            |            |
|  | 16. August    |               |            |            |                  |            |  |  |            |            |
|  | Ungarn        | 11 1          |            |            |                  |            |  |  |            |            |
|  | Ungarn        | 11 1          | 18. August |            |                  |            |  |  |            |            |
|  | Montenegro    | 13 1          |            |            |                  |            |  |  |            |            |
|  | Montenegro    | 13 1          | Montenegro | 8          |                  |            |  |  |            |            |
|  |               |               | Montenegro | 8          |                  |            |  |  |            |            |
|  |               | Kroatien      | 12         |            |                  |            |  |  |            |            |
|  | Kroatien      | Kroatien      | 12         | 10         |                  |            |  |  |            |            |
|  | Kroatien      |               |            | 10         |                  |            |  |  |            |            |
|  | Brasilien     | 6             |            | 20. August | 20. August       |            |  |  |            |            |
|  | 16. August    | 16. August    | Kroatien   | 7          |                  |            |  |  |            |            |
|  | 16. August    | 16. August    |            | Serbien    | 11               |            |  |  |            |            |
|  | Griechenland  | 5             |            |            |                  |            |  |  |            |            |
|  | Italien       | 9             |            |            |                  |            |  |  |            |            |
|  | Italien       | 9             | Italien    | 8          |                  |            |  |  |            |            |
|  |               |               | Italien    | 8          | Spiel um Platz 3 |            |  |  |            |            |
|  |               | Serbien       | 10         |            |                  |            |  |  |            |            |
|  | Spanien       | Serbien       | 10         | 7          | Montenegro       | 10         |  |  |            |            |
|  | Spanien       | 18. August    |            | 7          | Montenegro       | 10         |  |  |            |            |
|  | Serbien       | 10            |            | Italien    | 12               |            |  |  |            |            |
|  | Serbien       | 10            |            |            | 12               |            |  |  |            |            |
|  | 16. August    | 16. August    |            |            |                  |            |  |  | 20. August | 20. August |

Viertelfinale
| Tag        | Zeit  | Begegnung              | Ergebnis                                 |
| ---------- | ----- | ---------------------- | ---------------------------------------- |
| 16. August | 11:00 | Ungarn – Montenegro    | 11:13 n. PSO (1:2, 2:3, 3:3, 3:1, 2:4) 1 |
| 16. August | 12:20 | Kroatien – Brasilien   | 10:6 (3:2, 4:1, 1:3, 2:0)                |
| 16. August | 15:10 | Griechenland – Italien | 5:9 (0:2, 2:2, 1:2, 2:3)                 |
| 16. August | 16:30 | Spanien – Serbien      | 7:10 (1:3, 2:4, 2:0, 2:3)                |

Halbfinale
| Tag        | Zeit  | Begegnung             | Ergebnis                  |
| ---------- | ----- | --------------------- | ------------------------- |
| 18. August | 12:20 | Italien – Serbien     | 8:10 (0:3, 2:3, 0:1, 6:3) |
| 18. August | 16:30 | Montenegro – Kroatien | 8:12 (3:4, 2:3, 1:1, 2:4) |

Platzierungsspiele 5–8
| Tag        | Zeit  | Begegnung              | Ergebnis                  |
| ---------- | ----- | ---------------------- | ------------------------- |
| 20. August | 11:00 | Ungarn – Brasilien     | 13:4 (4:1, 3:0, 4:3, 2:0) |
| 20. August | 15:10 | Griechenland – Spanien | 9:7 (1:0, 2:1, 4:3, 2:3)  |

Spiel um Platz 7
| Tag        | Zeit  | Begegnung           | Ergebnis                 |
| ---------- | ----- | ------------------- | ------------------------ |
| 20. August | 11:40 | Spanien – Brasilien | 9:8 (3:1, 1:2, 2:1, 3:4) |

Spiel um Platz 5
| Tag        | Zeit  | Begegnung             | Ergebnis                   |
| ---------- | ----- | --------------------- | -------------------------- |
| 20. August | 16:30 | Ungarn – Griechenland | 12:10 (2:1, 4:4, 3:3, 3:2) |

Spiel um Platz 3
| Tag        | Zeit  | Begegnung            | Ergebnis                   |
| ---------- | ----- | -------------------- | -------------------------- |
| 20. August | 13:00 | Italien – Montenegro | 12:10 (2:1, 3:3, 4:3, 3:3) |

Finale
| Tag        | Zeit  | Begegnung          | Ergebnis                  |
| ---------- | ----- | ------------------ | ------------------------- |
| 20. August | 17:50 | Serbien – Kroatien | 11:7 (3:2, 3:1, 3:2, 2:2) |

## Olympisches Turnier der Frauen
Es gab zwei Vorrundengruppen mit je vier Teams, wobei jedes Team einmal gegen die anderen drei spielte. Die Vorrunde diente nur der Festlegung der Viertelfinalpaarungen. Die Sieger der Viertelfinals rückten in das Halbfinale vor, die Verlierer trugen Platzierungsspiele aus. Schließlich spielten die Halbfinalsieger um die Goldmedaille, die Halbfinalverlierer um die Bronzemedaille.

### Medaillengewinnerinnen
| Platz | Land | Sportlerinnen |
| ----- | ---- | --- |
| 1     | USA  | Madeline Musselmann, Melissa Seidemann, Rachel Fattal, Caroline Clark, Maggie Steffens, Courtney Mathewson, Kiley Neushul, Aria Fischer, Kaleigh Gilchrist, Makenzie Fischer, Kami Craig, Samantha Hill, Ashleigh Johnson                        |
| 2     | ITA  | Chiara Tabani, Arianna Garibotti, Elisa Queirolo, Federica Radicchi, Rosaria Aiello, Tania Di Mario, Roberta Bianconi, Giulia Emmolo, Francesca Pomeri, Aleksandra Cotti, Teresa Frassinetti, Giulia Gorlero, Laura Teani                        |
| 3     | RUS  | Nadeschda Fedotowa, Jekaterina Prokofjewa, Elwina Karimowa, Marija Borissowa, Olga Belowa, Jekaterina Lissunowa, Anastassija Simanowitsch, Anna Timofejewa, Jewgenija Sobolewa, Jewgenija Iwanowa, Anna Grinjowa, Anna Ustjuchina, Anna Karnauch |

Melissa Seidemann, Maggie Steffens, Courtney Mathewson und Kami Craig gewannen ihre zweite Goldmedaille in Folge.

### Vorrunde
Gruppe A
| Platz | Team       | Siege | Unent. | Ndlg. | Tore  | Diff. | Punkte |
| ----- | ---------- | ----- | ------ | ----- | ----- | ----- | ------ |
| 1.    | Italien    | 3     | 0      | 0     | 27:15 | +12   | 6      |
| 2.    | Australien | 2     | 0      | 1     | 31:15 | +16   | 4      |
| 3.    | Russland   | 1     | 0      | 2     | 23:31 | 0−8   | 2      |
| 4.    | Brasilien  | 0     | 0      | 3     | 13:33 | −23   | 0      |

| Tag        | Zeit  | Begegnung              | Ergebnis                  |
| ---------- | ----- | ---------------------- | ------------------------- |
| 9. August  | 10:20 | Italien – Brasilien    | 9:3 (1:1, 2:0, 3:0, 3:2)  |
| 9. August  | 13:00 | Russland – Australien  | 4:14 (0:3, 1:5, 3:2, 0:4) |
| 11. August | 09:00 | Russland – Brasilien   | 14:7 (2:4, 2:0, 4:2, 6:1) |
| 11. August | 10:20 | Italien – Australien   | 8:7 (4:2, 0:1, 2:3, 2:1)  |
| 13. August | 10:20 | Russland – Italien     | 5:10 (2:3, 1:2, 1:3, 1:2) |
| 13. August | 11:40 | Australien – Brasilien | 10:3 (1:1, 3:1, 3:0, 3:1) |

Gruppe B
| Platz | Team    | Siege | Unent. | Ndlg. | Tore  | Diff. | Punkte |
| ----- | ------- | ----- | ------ | ----- | ----- | ----- | ------ |
| 1.    | USA     | 3     | 0      | 0     | 34:14 | +20   | 6      |
| 2.    | Spanien | 2     | 0      | 1     | 27:29 | 0−2   | 4      |
| 3.    | Ungarn  | 1     | 0      | 2     | 29:33 | 0−4   | 2      |
| 4.    | China   | 0     | 0      | 3     | 23:37 | −14   | 0      |

| Tag        | Zeit  | Begegnung        | Ergebnis                   |
| ---------- | ----- | ---------------- | -------------------------- |
| 9. August  | 09:00 | China – Ungarn   | 11:13 (2:2, 4:4, 3:6, 2:1) |
| 9. August  | 11:40 | Spanien – USA    | 4:11 (1:4, 1:3, 2:2, 0:2)  |
| 11. August | 11:40 | China – USA      | 4:12 (1:4, 0:3, 2:3, 1:2)  |
| 11. August | 13:00 | Spanien – Ungarn | 11:10 (2:2, 4:4, 4:1, 1:3) |
| 13. August | 09:00 | China – Spanien  | 8:12 (2:3, 4:4, 1:2, 1:3)  |
| 13. August | 13:00 | Ungarn – USA     | 6:11 (2:2, 1:5, 1:1, 2:3)  |

### Finalrunde
|  | Viertelfinale | Viertelfinale |            |            | Halbfinale       | Halbfinale |  |  | Finale     | Finale     |
|  |               |               |            |            |                  |            |  |  |            |            |
|  | 15. August    |               |            |            |                  |            |  |  |            |            |
|  | Italien       | 12            |            |            |                  |            |  |  |            |            |
|  | Italien       | 12            | 17. August |            |                  |            |  |  |            |            |
|  | China         | 7             |            |            |                  |            |  |  |            |            |
|  | China         | 7             | Italien    | 12         |                  |            |  |  |            |            |
|  |               |               | Italien    | 12         |                  |            |  |  |            |            |
|  |               | Russland      | 9          |            |                  |            |  |  |            |            |
|  | Spanien       | Russland      | 9          | 10         |                  |            |  |  |            |            |
|  | Spanien       |               |            | 10         |                  |            |  |  |            |            |
|  | Russland      | 12            |            | 19. August | 19. August       |            |  |  |            |            |
|  | 15. August    | 15. August    | USA        | 12         |                  |            |  |  |            |            |
|  | 15. August    | 15. August    |            | Italien    | 5                |            |  |  |            |            |
|  | Australien    | 11 1          |            |            |                  |            |  |  |            |            |
|  | Ungarn        | 13 1          |            |            |                  |            |  |  |            |            |
|  | Ungarn        | 13 1          | Ungarn     | 10         |                  |            |  |  |            |            |
|  |               |               | Ungarn     | 10         | Spiel um Platz 3 |            |  |  |            |            |
|  |               | USA           | 14         |            |                  |            |  |  |            |            |
|  | USA           | USA           | 14         | 13         | Ungarn           | 18 1       |  |  |            |            |
|  | USA           | 17. August    |            | 13         | Ungarn           | 18 1       |  |  |            |            |
|  | Brasilien     | 3             |            | Russland   | 19 1             |            |  |  |            |            |
|  | Brasilien     | 3             |            |            | 19 1             |            |  |  |            |            |
|  | 15. August    | 15. August    |            |            |                  |            |  |  | 19. August | 19. August |

Viertelfinale
| Tag        | Zeit  | Begegnung           | Ergebnis                                 |
| ---------- | ----- | ------------------- | ---------------------------------------- |
| 16. August | 14:10 | Australien – Ungarn | 11:13 n. PSO (3:1, 2:2, 2:3, 1:2, 3:5) 1 |
| 16. August | 15:30 | Italien – China     | 12:7 (1:1, 3:1, 4:2, 4:3)                |
| 16. August | 18:20 | Brasilien – USA     | 3:13 (5:0, 3:0, 5:0, 0:3)                |
| 16. August | 19:40 | Russland – Spanien  | 12:10 (2:3, 3:2, 5:3, 2:2)               |

Halbfinale
| Tag        | Zeit  | Begegnung          | Ergebnis                   |
| ---------- | ----- | ------------------ | -------------------------- |
| 17. August | 12:20 | Ungarn – USA       | 10:14 (2:3, 3:5, 3:4, 2:2) |
| 17. August | 16:30 | Italien – Russland | 12:9 (2:2, 4:2, 2:0, 4:5)  |

Platzierungsspiele 5–8
| Tag        | Zeit  | Begegnung              | Ergebnis                  |
| ---------- | ----- | ---------------------- | ------------------------- |
| 17. August | 11:00 | Australien – Brasilien | 11:4 (2:1, 3:1, 4:1, 2:1) |
| 17. August | 15:10 | Spanien – China        | 11:6 (2:2, 2:0, 4:2, 3:2) |

Spiel um Platz 7
| Tag        | Zeit  | Begegnung         | Ergebnis                  |
| ---------- | ----- | ----------------- | ------------------------- |
| 19. August | 10:00 | Brasilien – China | 5:10 (2:2, 0:2, 0:2, 3:4) |

Spiel um Platz 5
| Tag        | Zeit  | Begegnung            | Ergebnis                   |
| ---------- | ----- | -------------------- | -------------------------- |
| 19. August | 14:10 | Australien – Spanien | 10:12 (5:4, 2:3, 1:3, 2:2) |

Spiel um Platz 3
| Tag        | Zeit  | Begegnung         | Ergebnis                                 |
| ---------- | ----- | ----------------- | ---------------------------------------- |
| 19. August | 11:20 | Ungarn – Russland | 18:19 n. PSO (3:3, 3:4, 3:1, 4:5, 6:7) 1 |

Finale
| Tag        | Zeit  | Begegnung     | Ergebnis                  |
| ---------- | ----- | ------------- | ------------------------- |
| 19. August | 15:30 | USA – Italien | 12:5 (4:1, 1:2, 4:1, 3:1) |

## Medaillenspiegel
| Platz | Land               | G | S | B | Gesamt |
| ----- | ------------------ | - | - | - | ------ |
| 01    | Serbien            | 1 | – | – | 1      |
| 01    | Vereinigte Staaten | 1 | – | – | 1      |
| 03    | Italien            | – | 1 | 1 | 2      |
| 04    | Kroatien           | – | 1 | – | 1      |
| 05    | Russland           | – | – | 1 | 1      |
| Total | Total              | 2 | 2 | 2 | 6      |